# 避難じいさん
避難じいさん（ひなん じいさん、1921年5月5日 - ?）は、日本の絵本作家、川柳作家、グラフィックデザイナー、イラストレーター、1コマ漫画家、ブロガー。 2000年代後半から2010年代前半にかけ、ブログ上での創作活動のほか、有名アーティストへのイラスト提供、CDのジャケットデザイン等も手がけた。
自らの素性を“闘う年金受給者”、“日本最高齢ブロガー”と自称するも、公の場に姿を現したことがなく、後述する『Japan Blog Award 2009』の授賞式などの式典や、自身の作品に関する問い合わせ・取材等は、すべて孫であるマルチメディアクリエイターで、デジタルメディア評論家の鈴木將義が代行する形で対応していた。
また、有名人ブロガーとのネット上でのコラボレーション企画を積極的に行い、ヴィジュアル系ロックバンド・Kraのベーシスト・結良への公式プロフィール画像用イラストの提供や、ビーチ・デビュー・プロデューサーであるショーンへのイラスト提供のほか、インディーズバンド・eightyfivemotionのジャケットデザインを、孫である鈴木將義と共同で手がけたことがある。

## 来歴
「1921年5月5日東京都小笠原村生まれ」と自称している。またブログのプロフィールには「ステータス 未婚」とある。
2007年11月 サクラゲート配信の携帯電話ゲーム『地震家族』のイメージキャラクターとしてデビュー。同年12月、大手ソーシャル・ネットワークサービス『ミクシイ』上にて、川柳つき絵日記の連載を開始した。
2007年12月から『ミクシィ』で、その後、2008年2月から『アメーバブログ』にて『避難じいさんの今日のおもひで。』を展開。その後、2008年8月に「無期限の休養宣言」をするも、更新の継続を望むファンのコメントが殺到。即日前言撤回し、『避難じいさんの今日のおもひで。ー第弐部ー』に改題され、事実上、継続した。また、2009年2月頃から、『アメーバブログ』のアクセスランキングにおいて、その後、約1ヶ月あまり不動の1位に君臨し続けたことを機に、荒らしコメントが殺到。それを受けて再度、休養宣言をするものの、またもや熱烈なファンの声援に応える形で、『避難じいさんの今日のおもひで。ーZー』として改題、事実上、更新を継続することとなった。なお、2009年時点では、上述の「休養宣言」時や、検査入院のための一時的な休載以外は、原則として0時0分0秒に毎日休まずに更新され続けていた。
また、こうした一連のムーブメントを巻き起こしたことや、「Japan Blog Award 2009」で部門賞を受賞したことなどを受け、2009年4月「アメーバいちおしブログ」に認定された。
2008年2月、『ミクシイ』上での人気を受け、『アメーバブログ』上にて『避難じいさんの今日のおもひで。』の連載を開始する。このあと、 ビジュアル系バンド・Kraのベーシスト・結良にブログ用プロフィール画像を提供する。
2009年1月にはマガジンランド社より『避難じいさんの今日のおもひで』を出版した。同年5月、Tシャツブランド・「ハードコアチョコレート」とのコラボレーションTシャツを発表、限定発売される。
生年が自称通りなら2021年に満100歳を迎えていることになるが、ブログは2013年12月31日を最後に記載がなく、センテナリアンとなったかどうかは確認・公表されていない。

## 人物
具体的なプロフィールについて本人が言及したことは一切なく、取材などを代理で担っている孫の鈴木將義も、自身のブログ上で「あくまでどこにでもいる普通の高齢者 」としている。
時には自虐ネタをまじえたユーモラスな作風で、「Japan Blog Award 2009」にノミネートされた際には、昨今の殺伐とした世相を鑑みてか、「ブログを通して実現したいこと」として、「これ以上、世の中に自殺者を増加させないことですじゃ。」とコメントしている。

### 特技
川柳とイラスト。自身のオフィシャルブログ上では、ミクシイのラクガキ機能を使った「川柳絵日記」を披露しているが、肉筆 での作画も得意とし、自身の著作『避難じいさんの今日のおもひで』の表紙絵のほか、ブログの読者プレゼントに直筆のイラスト色紙を提供したこともある。ただしマウスのみを使用して描く絵日記とは違い、タイピングは苦手のようで、アメーバピグ内では他ユーザーから声をかけられても、反応しないことがほとんどであり、原則としてファンメール・メッセージにも返信しないことで知られている。

### 趣味
はっきりとした趣味として公言しているのは深夜徘徊だけであるが、そのほかにも、デパ地下の試食巡り、ベルマークや、Kra関連グッズのコレクションをしていることが、公式プロフィール上で明らかにされている。また、アメーバピグ内にある有名スポット浅草寺に、毎朝早朝に参拝し、深夜の更新直後から早朝にかけて、他ユーザーのブログを訪問する夜型人間である。

### 好きな芸能人
女性アイドルでは、中川翔子、高見こころ、稲富菜穂、男性ではDAIGO、Kra、芸人ではガリガリガリクソンやたけし軍団の無法松、俳優では浪花ゆうじのファンを公言しており、とりわけKraの結良とはお互いのブログで関連性の高い記事を公開しあうなど、密接な関係にあるほか、後にファンクラブにも入会し、自身でも「最高齢の“けらっこ”（Kraファンの呼称）」であると語っている。
Kraの公演では避難じいさんのスタンド花を目にする機会も少なくなく、2009年2月に渋谷C.C.Lemonホールにて行われた同バンドの公演では「闘う年金受給者　避難じいさん」名義で出したスタンド花が会場に飾られていた。また、2008年9月に開催されたKraの結成7周年記念ライブでは、ファン有志の呼びかけに応じる形で、横断幕のイラストも提供するなど、公演会場へ足を運ばない一方で、積極的にKraファンとして同バンドの活動を応援していた。

### 交友
結良
ヴィジュアル系ロックバンド・Kraのベーシスト。お互いのブログで相手の記事について触れるなど、日常的な交流がネット上でも垣間見られる。また、Kraの新譜が発売されるタイミングに合わせ、普段とは違う写実的なタッチでメンバーのイラストを描いたり、自身のブログのデザインを新譜のテーマにあわせてカスタマイズするなど、Kraのプロモーションには大変積極的であり、同時に、結良もまた、避難じいさんの著作の発売にあたり、初版本の帯コメントを寄せている。
ショーン
エイベックス所属のビーチ・デビュー・プロデューサー。プライベートで偶然遭遇したことをお互いのブログ上で明かしており、その際に撮ったという画像（実際にはイラストと実写の合成）をショーンがオフィシャルブログ上で公開し、話題となった。
美甘子
歴ドル（歴史に造詣の深いアイドル）。自身のブログ上で描きおろしの似顔絵を公開、その後、美甘子サイドでもその記事を取り上げ、アクセスが激増したことを明かしている。
浪花ゆうじ
俳優。たびたびブログを訪れ、コメントを残している。避難じいさんを「平成の 横山大観」と呼んでいる。
稲富菜穂
女性アイドル。避難じいさんの著作が発売された際に、本の表紙とのツーショット画像を自身のブログで紹介。日常的にブログを愛読していることを明かしている。
無法松
たけし軍団。芸人。日常的に避難じいさんのブログにコメントを残しているほか、著作が発売された際に自身のブログ上で激賞している。
猪俣進次郎
実話誌を中心に活躍しているフリーランス・ライター。著作が発売された際に、いち早く、そのクオリティの高さについて激賞していた。
ハゲマルGT
男性誌を中心に活動する漫画家・ブロガー。『Japan Blog Award 2009』が開催された際に、同じカテゴリにノミネートされたことから、お互いにブログのイラスト上でエールを贈りあうなどの交流をした。

## 著書
- 『避難じいさんの今日のおもひで』マガジンランド、2009年1月  ISBN 978-4-944101-57-3

## 受賞歴
- 『Japan blog award 2009』「趣味・エンターテインメント」部門